# Monte Fausola
Monte Fausola este o arie protejată (arie specială de conservare — SAC, sit de importanță comunitară — SCI) din Italia întinsă pe o suprafață de 143 ha, integral pe uscat.

## Localizare
Centrul sitului Monte Fausola este situat la coordonatele 42°32′40″N 12°52′47″E / 42.544444°N 12.879722°E.

## Înființare
Situl Monte Fausola a fost declarat sit de importanță comunitară în iunie 1995 pentru a proteja 1 specie de plante. Situl a fost protejat și ca arie specială de conservare în decembrie 2016.

## Biodiversitate
Situată în ecoregiunea mediteraneană, aria protejată conține 1 habitat natural: Pajiști uscate seminaturale și facies de acoperire cu tufișuri pe substraturi calcaroase (Festuco-Brometalia) (* situri importante pentru orhidee).
La baza desemnării sitului se află o specie protejată de  plante: Ionopsidium savianum.
Pe lângă speciile protejate, pe teritoriul sitului au mai fost identificate 3 specii de plante.